# 英国内阁
在英國政治体制中，內閣是英國政府的最高決策機構，由首相組建及主持。內閣皆由全體內閣大臣組成。按照憲政慣例，内阁的成员會只能从英國上議院和英国下议院的议员中选取。
根据传统的宪法理论，在英國政府體制中，內閣是最高的行政决策机构。这一解释最初是在十九世纪立憲主義者的著作中完成的，如白芝浩，在1867年出版的《英国宪法》一书中，他称内阁是英国政治体制高效的奥秘。在近代政治發展中，内阁的政治和决策权力在逐渐下降，一些人声称内阁的角色被首相制政府取代（也就是说更像总统制）。
在下議院中，官方反對黨的成員會籌組影子內閣的團隊，監察內閣的整體施政表現。

## 組成
內閣成員皆由英國首相委任及領導，而首相亦可以邀請個別國務大臣或公務員出席會議。內閣秘書長屬內閣的秘書，協助首相制定會議議程及為內閣大臣提供意見。其他政治任命的官員亦有可能獲邀，例如阿拉斯泰爾·坎貝爾在1997至2003年期間担任首相的通訊與策略總監时曾定期出席内阁会议。
按照慣例，英國首相須行駛君主特權中的任免權（英語：powers of patronage）以任命和革除內閣大臣。英國君主的認可只是象徵式，所以首相擁有對內閣人事的絕對控制權。另外，首相亦有時會大幅度調整多名內閣大臣人選，此過程會被稱之為內閣改組。
虽然首相的角色通常被描述为同侪之首，但共掌首相之权的程度視乎當時政治氣候和個人作風而定。
在近代歷史中，內閣大臣幾乎都是由下議院議員，以及少數幾位上議院議員所組成。如今，除了必須由上议院议员出任的上議院領袖以外，鮮有內閣大臣會從上議院跳選，例如：前商業創新及技能大臣文德森男爵、運輸大臣阿多尼斯男爵等。
在英国宪法条款中，內閣是英國樞密院屬下委員會；因此所有成员都是樞密院顧問官，并因此擁有「閣下」稱號。

## 內閣會議
內閣定期於每個星期四的早上召開會議。會議時間的長短是取決與首相的風格以及政治氣候，現今的內閣會議會在30分鐘內就結束。按照《大臣守則》的規定，內閣聚焦討論重要的政府政策和公共議題，並有時會協調跨部門的爭端問題。
實際上，每週的內閣會議傾向於作資訊交流及日常政治問題的討論，而主要的決定通常由首相及幾名內閣大臣之間商討，或交由某個轄下委員會作出。許多首相有由其信任的顧問所組成的智囊團，被称作「厨房内阁」，成员有的是内阁成员，但更多地来自其班底中被信赖的私人特別顧問。自戴卓爾夫人上台以来，特別是貝理雅內閣，有报道称许多主要的政府决定都是在拿到内阁会议讨论之前已經作出的。这个内情曾经由前部长如克莱尔·肖特和克里斯·史密斯在媒体上披露，并在巴特勒报告中明朗化，这正是布莱尔的“沙发政府”风格为人所诟病的地方。

## 委員會
內閣轄下有众多委员会，各個委员会关注不同的政策领域，特别是那些横跨多个部、需要协调的政策领域。委员会有常设的，也有为处理特定问题而临时成立的。除了國務大臣，其他政務官也常常是这些委员会的成员。内阁会议及其许多下属委员会办理的政府事务由内阁办公室下设的小的秘书处执行。

## 與国会的关系
关于内阁对下议院负责，存在着两个宪政惯例，即内阁集体负责制和閣員个人负责制。这两个宪政惯例来源于以下事实：英国实行议会主权，内阁成员是国会议员，并因此对国会负责。内阁集体负责制意味着内阁成员集体决策，所以要集体为这些决策的后果负责。因此当一个不信任动议在国会通过后，从国会中选出的每一个大臣和政府官员应该辞去其行政职务。因此理论上，内阁成员应当辞职，表示反對内阁的主要决策，以最近的事为例，2003年，郭偉邦因反对攻打伊拉克而辞职。
大臣个人负责制是这样一个宪政惯例：大臣領導部门，他負責其部门的行为，因此也負責其部门的过失。由于公務員是常任且不負政治責任，当一个部门出现严重疏忽，大臣应当引咎辞职。或許出人意外地，雖然大眾一般認為無能比個人醜聞傷害更大，但是平民派傳媒認為前者比後者較難引人興趣，也更難找到堅實的証據，事實上個別大臣因政府部門嚴重疏忽的理由而請辭非常罕見。最近的例子可能就是2002年英国教育与技能部大臣埃斯特尔·莫里斯在严重问题和英國高級程度會考评分不公正问题发生后自愿辞职。应当遵循惯例的各种情况显然不可能严格定义，并因许多其他因素决定。如果某位大臣聲望因個人醜聞而敗壞（例如1992年大衛·梅勒身為國家遺產大臣發生婚外情），通常因短暫傳媒及反對黨壓力下而辭職。尽管有一些丑闻，與其他民主國家相對比下，严重腐败的案例（如接受贿赂）在英國是非常罕見的。其中一個原因是黨鞭制度和政黨比個別的政治人物有力，所以外來團體對議員和大臣行賄的成效極為有限。
两院议员都可以向内阁大臣提出质询，质询可以口头或书面作答。内阁成员必须回答这些质询，可以亲自回答，又或者通过一位下议院议员回答。书面回答，通常要比口头回答更为具体和详细，通常由公务员书写。对于口头或书面质询的回答会在议事录中公布。议会不能解除单个大臣的职务（虽然议员可以请求大臣辞职），但下议院能够决定政府整体的命运。如果议会表决通过一个不信任动议，英王将通过解散议会并重选，或者接受政府集体辞职的方式来恢复信任。
英國國會制度中，由於內閣成员是从议员中选出的，行政部门與立法機關不分離。此外，由于以下原因，行政部门往往支配立法機關：
- 多數制投票制度（执政党很容易得到多数票）
- 党鞭制度的强力（党鞭的作用在于督促本黨議員在投票時出席支持黨政策）
- 薪水票（英语：payroll vote）（担任政府公职的執政黨议员如果投票時反對政府，会被免职，从而失去薪水）

首相可以通过避开内阁有效的讨论來操纵内阁，而行政部门又有能力支配议会议程，两者联合的效果使得英国首相大权在握，这一现象被比作民选的独裁（这一术语由海爾什姆男爵于1976年发明）。國會對政府不向議會問責無能為力，英國傳媒常常據此作為大肆質問和挑戰政府的理由。
目前，一些人批评内阁的这种状态，主要是因为一些首相的行事风格体现出了总统制倾向。这样的指责曾发生在托尼·布莱尔身上，他被认为没有把内阁当作一个集体决策机构。这些行动之所以被关注，是因为其违背了首相为閣員之首的管理。从这种意义上，布莱尔是在以类似美国总统的方式行事，与英国首相不同的是，美国宪法并没要求总统与内阁一起集体决策。戴卓爾夫人也被认为是总统制行事风格，在任时曾将自己的观点强加给她的内阁。但是首相在其内阁拥有的权利和其在党内获得的支持数量成正比，而支持数量则通常与首相在政党眼中是选举资源还是选举包袱有关。此外，当一个政党分裂成两个或多个派别，为了正当的团结，首相则必须将其他有实力的党员纳入内阁。

## 歷屆內閣

### 現屆內閣
現屆英國內閣為工黨黨魁施紀賢奉英國君主查理斯三世陛下之命所組成的施紀賢內閣，自2024年7月5日成立至今。
| 職務                                        | 大臣 | 任期                         |                    |
| ------------------------------------------- | ---- | ---------------------------- | ------------------ |
| 內閣大臣                                    |      |                              |                    |
| 首相 首席財政大臣 公務員事務部長 聯盟部長   |      | 施紀賢爵士 議員閣下，KCB，KC | 2024年7月5日至今   |
| 副首相 房屋社區及地方政府大臣               |      | 韋雅蘭 議員閣下              | 2024年7月5日至今   |
| 財政大臣 第二財政大臣                       |      | 李韻晴 議員閣下              | 2024年7月5日至今   |
| 內政大臣                                    |      | 顧綺慧 議員閣下              | 2024年7月5日至今   |
| 能源安全及淨零大臣                          |      | 文立彬 議員閣下              | 2024年7月5日至今   |
| 外交、聯邦及發展事務大臣                    |      | 林德偉 議員閣下，FRSA        | 2024年7月5日至今   |
| 蘭開斯特公爵領地事務大臣 府際關係部長       |      | 麥法德 議員閣下              | 2024年7月5日至今   |
| 司法大臣 大法官                             |      | 馬曼婷 議員閣下              | 2024年7月5日至今   |
| 衛生及社會關懷大臣                          |      | 施卓添 議員閣下              | 2024年7月5日至今   |
| 商業及貿易大臣 貿易局主席                   |      | 韋諾韜 議員閣下              | 2024年7月5日至今   |
| 就業及退休保障大臣                          |      | 簡麗詩 議員閣下              | 2024年7月5日至今   |
| 國防大臣                                    |      | 賀理安 議員閣下              | 2024年7月5日至今   |
| 運輸大臣                                    |      | 艾凱迪 議員閣下              | 2024年11月29日至今 |
| 科學創新及科技大臣                          |      | 靳秉德 議員閣下              | 2024年7月5日至今   |
| 北愛爾蘭事務大臣                            |      | 彭浩禮 議員閣下              | 2024年7月5日至今   |
| 蘇格蘭事務大臣                              |      | 麥彥安 議員閣下              | 2024年7月5日至今   |
| 教育大臣 婦女及平等事務部長                 |      | 方佩芝 議員閣下              | 2024年7月5日至今   |
| 文化傳媒及體育大臣                          |      | 藍麗珊 議員閣下              | 2024年7月5日至今   |
| 上議院領袖 掌璽大臣                         |      | 沈安琪女男爵 閣下，PC        | 2024年7月5日至今   |
| 下議院領袖 樞密院議長                       |      | 布樂詩 議員閣下              | 2024年7月5日至今   |
| 威爾斯事務大臣                              |      | 施頌雅 議員閣下              | 2024年7月5日至今   |
| 環境食物及鄉郊事務大臣                      |      | 李世勳 議員閣下，OBE         | 2024年7月5日至今   |
| 列席內閣會議的其他大臣                      |      |                              |                    |
| 英格蘭及威爾斯檢察總長 北愛爾蘭法律事務專員 |      | 何爾文 閣下，KC              | 2024年7月5日至今   |
| 下議院首席黨鞭 財政部國會秘書               |      | 簡柏邦爵士 議員閣下          | 2024年7月5日至今   |
| 財政部首席秘書                              |      | 鍾德麟 議員閣下              | 2024年7月5日至今   |
| 國際發展、拉丁美洲及加勒比事務國務大臣      |      | 達靈頓的查普曼女男爵 閣下    | 2025年2月28日至今  |
| 不管部部長                                  |      | 李雅怡 議員                  | 2024年12月2日至今  |

### 歷屆列表
- 英國歷屆內閣列表

## 資料來源
1. ↑  . 衛報. 2007-05-30  [2007-06-02]. （原始内容存档于2012-02-16） （英国英语）.
2. ↑  . 英國國會.   [2024-07-10]. （原始内容存档于2019-12-19） （英国英语）.
3. ↑   (PDF). whatdotheyknow （英语）.
4. ↑  . Information Rights Unit, 外交、國協及發展事務部. 2024-01-20  [2025-01-22]. （原始内容存档于2025-01-22）.

## 外部連結
- 英國內閣事務部官方網站（Cabinet Office website） （页面存档备份，存于）（英式英语）
- 內閣大臣列表（英式英语）
- Full list of Her Majesty's Government
- Electronic list of ministerial responsibilities
- BBC news website - The Cabinet （页面存档备份，存于）